# Christian Leye
Christian Leye (Bochum, 6 de abril de 1981) es un político alemán, militante de BSW (y anteriormente de La Izquierda). Es miembro del Bundestag alemán por Renania del Norte-Westfalia.

## Carrera
Nacido en Bochum, Leye es desde 2016 presidente estatal de La Izquierda en Renania del Norte-Westfalia. Compitió en el distrito de Duisburg II en las elecciones federales de 2021. Obtuvo un escaño en la lista del partido.
Leye fundó la preasociación del nuevo partido de Sahra Wagenknecht. En una conferencia de prensa del 23 de octubre de 2023 anunció su salida de La Izquierda para unirse a la BSW.